# Народен комисариат на вътрешните работи
Народен комисариат на вътрешните работи, съкратено НКВД (на руски: Народный комиссариат внутренних дел, произнасяне), е централен правоприлагащ орган на Съветския съюз за борба с престъпността и поддържането на обществения ред, който пряко изпълнява върховенството на властта на Всесъюзната комунистическа партия. Той е тясно свързан със съветската тайна полиция, която в определени моменти е част от агенцията и която е известна с политическата репресия, която упражнява по време на ерата на Йосиф Сталин.
НКВД съществува до 1946 г., след което е преобразуван в Министерство на вътрешните работи на СССР (МВД).
Ръководителят на учреждението, наречен народен комисар на вътрешните работи, е член на Съвета на народните комисари на СССР – правителството на страната.
По време на своето съществуване НКВД е изпълнявал държавни функции, свързани както с опазването на обществения ред и държавната сигурност, така и с развитието на народното стопанство. Специализирано главно управление на НКВД се преобразува по-късно в КГБ.
В съвременните държави, наследници на СССР, отношението към НКВД е разнопосочно – той се свързва както с относително успешното осигуряване на държавна сигурност и ниска престъпност в СССР, така и с масови нарушения на човешките права и репресии над свободомислещи граждани и други несъгласни с установения по онова време в Съветския съюз болшевишки режим.

## История и структура
След Февруарската революция през 1917 г. временното правителство разпуска царската полиция и установява народна милиция. Последвалата Октомврийска революция от същата година води до завземането на властта от Ленин и болшевиките, които установяват нов режим в новосъздадената РСФСР. Министерството на вътрешните работи (МВД) на временното правителство, преди това под управлението на Георги Лвов, Николай Авксентиев и Алексей Никитин, се превръща в НКВД под управлението на народен комисар. Обаче, апаратът на НКВД е затрупан със задълженията, наследени от МВД, а работническо-селската милиция, включваща основно пролетарии, е като цяло неопитна и неквалифицирана. Осъзнавайки, че е останал без адекватни сили за сигурност, Съветът на народните комисари на РСФСР създава тайна политическа полиция, ВЧК (рус. ез. Всероссийская чрезвычайная комиссия), ръководена от Феликс Дзержински. Тя получава правото да предприема бързи неюридически съдебни процеси и екзекуции, ако това се счита нужно за „защитата на руската социалистическа революция“.
ВЧК е реорганизирана през 1922 г. под името Държавно политическо управление (ГПУ) в състава на НКВД на РСФСР. През 1922 г. е създаден СССР, в чийто състав РСФСР е най-голямата държава. ГПУ е превърнато в ОГПУ (Обединено ГПУ) под управлението на Съвета на народните комисари на СССР. НКВД на РСФСР задържа контрола си над милицията и различни други отговорности.
През 1934 г. НКВД на РСФСР е преобразуван в общосъюзна сила за сигурност. ОГПУ е инкорпорирани в НКВД като Главно управление на държавната сигурност (ГУГБ). В резултат на това НКВД поема контрол и над всички съоръжения за затворници (включително лагерите за насилствен труд), както и над редовната полиция. По различни времена НКВД разполага със следните Главни управления (ГУ):
ГУГБ – държавна сигурност;
ГУРКМ – работническо-селска милиция;
ГУПВО – гранична и вътрешна охрана;
ГУПО – пожарни служби;
ГУШосДор – автомобилни магистрали;
ГУЖД – железници;
ГУЛаг– трудови лагери;
ГЭУ – икономическо;
ГТУ – транспортно;
ГУВПИ – военнопленници и интернирани.
До започването на реорганизацията на Николай Ежов с чистка на регионалната политическа полиция през есента на 1936 г., съществува постоянно напрежение между централизирания контрол на местните единици и съглашението на тези единици с местните регионални партийни елементи, което често води до осуетяване на плановете на Москва.
От основаването си през 1934 г., НКВД претъпява много организационни промени. Само в периода 1938 – 1939 г. структурата на НКВД е променена няколко пъти. По управлението на Ежов, Голямата чистка достига своя връх през 1937 – 1938 г. и поне 1,3 милиона души са арестувани, а 681 692 души са екзекутирани за престъпления срещу държавата. Населението на лагерите на ГУЛАГ набъбва до 685 201 души при Ежов, като почти се утроява за две години. Най-малко 140 000 затворници умират от недохранване, умора или малтретиране от персонала на лагерите.
На 3 февруари 1941 г. 4-ти департамент на ГУГБ при НКВД (отдел с особени пълномощия), отговорен за контраразузнаването на съветските въоръжени сили, съставен от 12 части и едно разследващо звено, е отделен от ГУГБ. Официалното ликвидиране на отдела с особени пълномощия към ГУГБ НКВД е обявено на 12 февруари. Останалите отдели на ГУГБ са премахнати, а служителите са преместени към новообразувания народен комисариат за държавна сигурност (НКГБ). Департаментите на бившото ГУГБ са преименувани на директорати. Например, звеното за чуждестранно разузнаване, познато под името Чуждестранен департамент, става Чуждестранен директорат. Бившият 4-ти департамент на ГУГБ е разделен на три части.
След като немците нахлуват в СССР през юни 1941 г., НКГБ СССР е разпуснато и на 20 юли 1941 г. е образувано ГУГБ НКВД СССР. Отделът по военно контраразузнаване е повишен от департамент на директорат. През април 1943 г. Директоратът на специалните департаменти е преобразуван в СМЕРШ. В същото време НКВД е намален по размер и отговорности и през 1943 г. е преобразуван отново в НКГБ СССР.
През 1946 г. всички съветски комисариати са преименувани на министерства. Народният комисариат на вътрешните работи на СССР (НКВД) е превърнат в Министерство на вътрешните работи на СССР (МВД), а НКГБ е преименуван на Министерство на държавната сигурност на СССР (МГБ). През 1953 г., след арестуването на Лаврентий Берия, МГБ е слят с МВД. Полицейските служби и службите по сигурност накрая са разделени през 1954 г., с което се създават:
- Министерство на вътрешните работи (МВД), отговорно за милицията и затворите;
- Комитет за държавна сигурност (КГБ), отговорно за политическата полиция, разузнаването, контраразузнаването, охраната на властта и поверителните комуникации.